# Insediamento presidenziale di Joe Biden

Stemma ufficiale della cerimonia di inaugurazione

L'insediamento di Joe Biden come 46° presidente degli Stati Uniti si è tenuto il 20 gennaio 2021, e ha segnato l'inizio del mandato di Joe Biden come il 46º Presidente degli Stati Uniti d'America e di Kamala Harris come vicepresidente.
La 59ª cerimonia pubblica per l'insediamento presidenziale si è svolta mercoledì 20 gennaio 2021, sul lato ovest del Campidoglio degli Stati Uniti a Washington, DC. L'evento ha segnato la 59ª inaugurazione presidenziale. In tale giornata Biden ha prestato giuramento come presidente e Harris come vicepresidente.
L'inaugurazione è avvenuta durante una straordinaria crisi politica, sanitaria, economica e di sicurezza nazionale, tra cui: la ancora in corso pandemia da COVID-19; i tentativi del Presidente uscente Donald Trump di ribaltare i risultati elezioni presidenziali del 2020, che ha provocato gli l'assalto al Campidoglio degli Stati Uniti d'America del gennaio 2021; il secondo impeachment di Donald Trump; e la minaccia di un diffuso tumulto civile che ha alimentato una risposta delle forze di sicurezza a livello nazionale. I festeggiamenti sono stati contenuti nel tentativo di prevenire la possibile diffusione del COVID-19 e mitigare possibili occasioni di scontri nei pressi del Campidoglio. Gli ammessi a partecipare di persona alla cerimonia sono stati limitati: a ciascuno dei membri del Congresso degli Stati Uniti è stato concesso un ospite a loro scelta. Inoltre sono state adottate misure di pubblica salute come l'obbligo di indossare mascherine protettive, test e controlli della temperatura corporea dei partecipanti e misure di distanziamento sociale allo scopo di tutelare i partecipanti alla cerimonia.
Quasi 200.000 bandiere sono state piazzate sul National Mall, il viale che si estende dal Campidoglio al Lincoln Memorial, per simboleggiare gli americani che non hanno potuto assistere alla cerimonia a causa delle restrizioni dovute alla pandemia di COVID-19 in corso. Sempre a causa di tale emergenza sanitaria, durante la cerimonia sono state adottate misure di prevenzione del contagio, come dispositivi di protezione individuale obbligatori, controlli della temperatura e distanziamento sociale.
"America United" e "Our Determined Democracy: Forging a More Perfect Union" (in italiano: "l'America Unita" e "La Nostra Determinazione Democratica: Forgiare un'Unione Ancora Migliore"), che sono un riferimento al Preambolo della Costituzione degli Stati Uniti d'America, sono stati i temi dell'inaugurazione.
Per prima volta nella storia americana, il presidente uscente (Donald Trump) si rifiuta di assistere all'insediamento del presidente eletto.

## Contesto
La cerimonia di insediamento ha segnato il culmine formale della transizione presidenziale di Joe Biden, divenuto Presidente eletto dopo aver sconfitto l'avversario Donald Trump ottenendo la vittoria delle elezioni presidenziali statunitensi, tenutesi il 3 novembre 2020, e venendo proclamato presidente eletto quattro giorni dopo, il 7 novembre 2020. Biden e la sua candidata alla vicepresidenza, Kamala Harris, sono stati confermati dal Collegio elettorale il 14 dicembre 2020. Ai sensi dell'Art. 1, Sezione 6 della Costituzione degli Stati Uniti d'America, Kamala Harris ha rassegnato le proprie dimissioni da Membro del Senato degli Stati Uniti con effettività nella sera del 18 gennaio 2021. Il Presidente uscente Donald Trump ha ripetutamente contestato la legittimità delle elezioni presidenziali del 2020, procedendo comunque una regolare transizione dei poteri a distanza di due mesi dai risultati elettorali.
Al momento del suo insediamento, Biden è divenuto il Presidente degli Stati Uniti più anziano di sempre, all'età di 78 anni e 61 giorni, superando Ronald Reagan, che lasciò l'incarico a 77 anni e 349 giorni. È divenuto anche il primo presidente proveniente dal Delaware (sebbene sia nato in Pennsylvania), il primo ex-Vicepresidente a non diventare presidente subito la scadenza del suo mandato da Richard Nixon e il secondo presidente cattolico dopo John F. Kennedy. Kamala Harris è divenuta la prima vicepresidente donna, la prima afroamericana e la prima asioamericana.

## Organizzazione

### Comitato Congiunto del Congresso
La cerimonia di giuramento del Presidente eletto Joe Biden e della Vicepresidente eletta Kamala Harris è stata pianificata dal Comitato congiunto per le Cerimonie inaugurali (Joint Committee on Inaugural Ceremonies), un comitato bipartisan composto dai Senatori Roy Blunt (Presidente), Mitch McConnell e Amy Klobuchar e dai Deputati Nancy Pelosi, Steny Hoyer e Kevin McCarthy.
L'8 dicembre 2020, i membri Repubblicani del Comitato hanno votato contro una risoluzione che avrebbe riconosciuto pubblicamente Biden e Harris come rispettivamente Presidente eletto e Vicepresidente eletta. Solo in seguito alla certificazione vittoria elettorale da parte del Collegio Elettorale, Blunt e altri Senatori Repubblicani hanno riconosciuto a Biden e Harris i rispettivi titoli, affermando inoltre che si sarebbe impegnato a semplificare il dialogo con il Comitato per la cerimonia d'investitura di Joe Biden.

### Comitato inaugurale presidenziale
Il Comitato inaugurale presidenziale del 2021 ha organizzato diversi eventi correlati alla cerimonia inaugurale sotto la direzione del Presidente eletto e Vicepresidente eletta. Il comitato era guidato da Jim Clyburn, Eric Garcetti, Cedric Richmond, Lisa Blunt Rochester e Gretchen Whitmer (co-Presidente), Tony Allen (amministratore delegato), Maju Varghese (direttore esecutivo), Yvanna Cancela e Erin Wilson (vicedirettori esecutivi), David A. Kessler (consigliere capo per la sanità) e infine Adrienne Elrod (direttore delle relazioni con i talenti e gli affari esterni). Per la gestione della programmazione inaugurale il comitato ha ingaggiato Stephanie Cutter e Ricky Kirshner, che hanno prodotto la Convention Democratica Nazionale del 2020, assieme a Glenn Weiss.

## Tema e programma
Il Comitato congiunto per le Cerimonie Inaugurali ha scelto come tema inaugurale lo slogan "La nostra determinata Democrazia: Forgiare un'unione più perfetta", a voler sottolineare come la cerimonia inaugurale sia un "marchio della governance americana e della democrazia" e rimarcare la transizione pacifica dei poteri.
Tony Allen, amministratore delegato del Comitato inaugurale, ha riferito che gli eventi sarebbero stati differenti nel corso della pandemia da COVID-19, ma che sarebbero state mantenute le tradizioni inaugurali nella maniera più sicura possibile. Ciò includeva diversi concerti virtuali ed eventi presenziati da celebrità, con performance musicali live e discorsi che avrebbero occupato cinque giorni - dal 16 gennaio 2021 fino alla sera del Giorno dell'Inaugurazione. Il tema scelto dal Comitato inaugurale è stato "America unita" e il canale ufficiale YouTube e su altri social media hanno visto la messa in onda di contenuti esclusivi inerenti alle cerimonie.

## Pianificazione

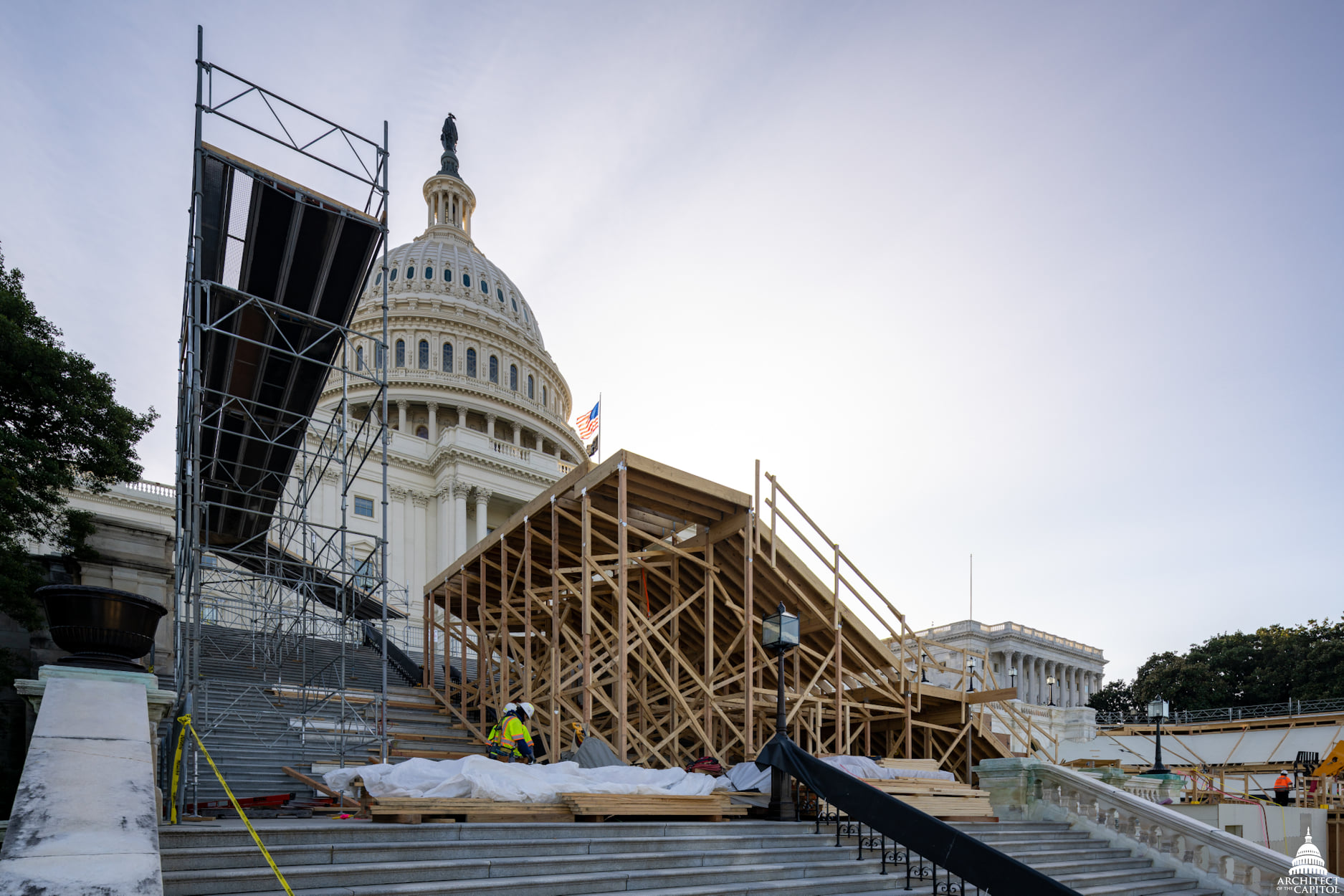
Costruzione della piattaforma inaugurale presso il Campidoglio degli Stati Uniti

Il 3 settembre 2020 l'Ufficio della Polizia del Campidoglio ha annunciato che l'accesso al pubblico al lato occidentale dell'edificio dal 7 settembre 2020 al 28 febbraio 2021, per "consentire la costruzione sicura e protetta della piattaforma inaugurale, degli stand e di altre infrastrutture necessarie per sostenere l'evento". La costruzione è iniziata il 29 settembre 2020. La cerimonia inaugurale del primo chiodo, che tradizionalmente commemora l'inizio della costruzione della piattaforma inaugurale, non si è tenuta perché "ha coinciso con il periodo del ricordo del defunto giudice della Corte Suprema Ruth Bader Ginsburg".
La piattaforma può supportare 1.600 spettatori. Tuttavia, venne permessa la partecipazione a molti meno spettatori, per via delle restrizioni alla partecipazione all'evento previste per limitare la diffusione del COVID-19. Solitamente altre 1.000 persone, spesso cori e ospiti musicali, sono disposte sopra dei montanti al di sopra della piattaforma, ma questi non sono stati adoperati al massimo della loro capacità per l'evento.

## Costi
Rispetto alle precedenti cerimonie inaugurali, ci si aspettò che la considerevole riduzione della folla presente alla cerimonia inaugurale di Joe Biden avrebbe comportato minori costi. Generalmente, le cerimonie presidenziali inaugurali sono costate intorno ai 100 milioni di dollari. Nel settembre 2020, ancor prima dell'implementazione di misure di riduzione del pubblico presente, si stimò che i costi avrebbero superato i 44,9 milioni di dollari, che sarebbero stati sostenuti dal Distretto di Columbia e poi rimborsati dal governo federale. Tuttavia, l'assalto al Campidoglio avvenuto due settimane prima, il 6 gennaio 2021, congiuntamente alle minacce di tumulto civile a livello nazionale, ha reso necessarie maggiori misure di sicurezza. John Sandweg, ex-funzionario del Dipartimento della sicurezza interna degli Stati Uniti d'America, ha affermato che probabilmente lo United States Secret Service avesse un surplus di fondi per via delle spese inferiori rispetto a quanto preventivato nel corso del 2020, durante il quale i Congressi per la nomina alle elezioni presidenziali si tennero in forma virtuale e gli spostamenti e i viaggi dei candidati presidenziali sono stati fortemente ridotti per via della pandemia da COVID-19.

## Eventi inaugurali

### Giuramenti
Harris ha prestato il seguente giuramento
(giuramento del vicepresidente degli Stati Uniti)
Biden ha prestato il seguente giuramento
So help me God.»
Dio mi assista in questo.»
(giuramento del presidente degli Stati Uniti)

## Proteste e manifestazioni
Cinque richieste di autorizzazioni per il Primo Emendamento sono state presentate da parte del National Park Service per dimostrazioni nel giorno dell'inaugurazione, comprese quelle presentate dalla ANSWER Coalition e da due gruppi pro-Trump.